# NEVER Openweight 6-Man Tag Team Championship
Il NEVER Openweight 6-Man Tag Team Championship è il titolo di tag team a tre uomini utilizzato nella federazione New Japan Pro-Wrestling. NEVER è l'acronimo dei termini "New Blood", "Evolution", "Valiantly", "Eternal" e "Radical".
Come la maggior parte dei campionati di wrestling professionistico, il titolo viene vinto in seguito a un incontro dall'esito predeterminato. Ci sono stati ventidue regni condivisi tra diciassette squadre e trentuno wrestler.

## Storia
Il titolo è stato annunciato dalla New Japan Pro-Wrestling (NJPW) l'11 dicembre 2015, con i primi campioni che sarebbero stati incoronati il 4 gennaio 2016. Grazie alla relazione tra l'NJPW e la Ring of Honor (ROH), il titolo può essere difeso anche nelle federazioni americane. Il titolo viene conteso fra squadre composte da tre wrestler (e di conseguenza può essere difeso solo in Six-man Tag Team match da cui appunto prende il nome il titolo) ed è il primo titolo di tale categoria della NJPW. Il nome "Openweight" indica che non c'è alcuna distinzione sul peso dei lottatori, di conseguenza sia i pesi leggeri che i pesi massimi possono detenerlo. I primi campioni sono stati i Chaos (Jay Briscoe, Mark Briscoe e Toru Yano), i quali hanno vinto il titolo a Wrestle Kingdom 10 sconfiggendo il Bullet Club (Bad Luck Fale, Tama Tonga e Yujiro Takahashi) in match per l'assegnazione del titolo.

## Albo d'oro
Statistiche aggiornate al 19 agosto 2025.
| Simboli | Significato                                                                        |
| ------- | ---------------------------------------------------------------------------------- |
| †       | Indica che il regno titolato non è riconosciuto dalla NJPW                         |
| ()      | Tra parentesi viene indicato la data e il numero di giorni riconosciuti dalla NJPW |

| Legenda  | Legenda |
| -------- | --- |
| #        | Indica il numero del regno titolato |
| Regno    | Viene indicato il numero del regno del campione |
| Data     | La data in cui il titolo è stato vinto; nel caso il titolo è stato vinto in un evento registrato viene indicata anche la data della messa in onda                                |
| Località | La città in cui il titolo è stato vinto |
| Evento   | L'evento dove ha conquistato il titolo |
| Note     | Vengono inserite informazioni come cambio di nome del titolo o cambio della cintura, oltre a specificare in quale incontro (diverso da un match singolo) il titolo è stato vinto |
| Fonti    | Fonti che ne attestino la veridicità |

| #  | Team                                                                      | Regni | Data              | Giorni | Difese | Località | Evento                      | Note | Fonti |
| -- | ------------------------------------------------------------------------- | ----- | ----------------- | ------ | ------ | -------- | --------------------------- | --- | ----- |
| 1  | Chaos (Jay Briscoe, Mark Briscoe e Toru Yano)                             | 1     | 4 gennaio 2016    | 38     | 1      | Tokyo    | Wrestle Kingdom 10          | I Chaos sconfissero il Bullet Club (Bad Luck Fale, Tama Tonga e Yujiro Takahashi) in un match per l'assegnazione dei titoli.                                                                                                  |       |
| 2  | Bullet Club (Bad Luck Fale, Tama Tonga e Yujiro Takahashi)                | 1     | 11 febbraio 2016  | 3      | 0      | Osaka    | The New Beginning in Osaka  | |       |
| 3  | Chaos (Jay Briscoe, Mark Briscoe e Toru Yano)                             | 2     | 14 febbraio 2016  | 6      | 0      | Nagaoka  | The New Beginning in Nigata | |       |
| 4  | The Elite (Kenny Omega, Matt Jackson e Nick Jackson)                      | 1     | 20 febbraio 2016  | 50     | 2      | Tokyo    | Honor Rising: Japan 2016    | |       |
| 5  | Hiroshi Tanahashi, Michael Elgin e Yoshitatsu                             | 1     | 10 aprile 2016    | 23     | 1      | Tokyo    | Invasion Attack 2016        | |       |
| 6  | The Elite (Kenny Omega (2), Matt Jackson (2) e Nick Jackson (2))          | 2     | 3 maggio 2016     | 61     | 0      | Fukuoka  | Wrestling Dontaku 2016      | |       |
| 7  | Matt Sydal, Ricochet e Satoshi Kojima                                     | 1     | 3 luglio 2016     | 84     | 0      | Takizawa | Kizuna Road 2016            | |       |
| —  | Vacante                                                                   | —     | 25 settembre 2016 | —      | —      | —        | —                           | Reso vacante dopo che Sydal non poté difendere il titolo. |       |
| 8  | David Finlay Jr., Ricochet (2) e Satoshi Kojima (2)                       | 1     | 25 settembre 2016 | 101    | 1      | Kōbe     | Destruction in Kobe         | David Finlay Jr., Ricochet e Satoshi Kojima sconfissero il Bullet Club (Adam Cole, Matt Jackson e Nick Jackson) in un match per la riassegnazione del titolo.                                                                 |       |
| 9  | Los Ingobernables de Japón (Bushi, Evil e Sanada)                         | 1     | 4 gennaio 2017    | 1      | 0      | Tokyo    | Wrestle Kingdom 11          | In un Gauntlet match che comprendeva anche il Bullet Club (Bad Luck Fale, Hangman Page e Yujiro Takahashi) e i Chaos (Jado, Will Ospreay e Yoshi-Hashi).                                                                      |       |
| 10 | Taguchi Japan (Hiroshi Tanahashi (2), Manabu Nakanishi e Ryusuke Taguchi) | 1     | 5 gennaio 2017    | 37     | 0      | Tokyo    | New Year Dash!!             | |       |
| 11 | Los Ingobernables de Japón (Bushi (2), Evil (2) e Sanada (2))             | 2     | 11 febbraio 2017  | 52     | 1      | Osaka    | The New Beginning in Osaka  | |       |
| 12 | Taguchi Japan (Hiroshi Tanahashi (3), Ricochet (3) e Ryusuke Taguchi (2)) | 1     | 4 aprile 2017     | 29     | 0      | Tokyo    | Road to Sakura Genesis 2017 | |       |
| 13 | Los Ingobernables de Japón (Bushi (3), Evil (3) e Sanada (3))             | 3     | 3 maggio 2017     | 228    | 3      | Fukuoka  | Wrestling Dontaku 2017      | |       |
| 14 | Bullet Club (Bad Luck Fale (2), Tama Tonga (2) e Tanga Loa)               | 1     | 17 dicembre 2017  | 18     | 0      | Tokyo    | Road to Tokyo Dome          | |       |
| 15 | Chaos (Beretta, Tomohiro Ishii e Toru Yano (3))                           | 1     | 4 gennaio 2018    | 1      | 0      | Tokyo    | Wrestle Kingdom 12          | |       |
| 16 | Bullet Club (Bad Luck Fale (3), Tama Tonga (3) e Tanga Loa (2))           | 2     | 5 gennaio 2018    | 118    | 3      | Tokyo    | New Year Dash!!             | |       |
| 17 | Super Villains (Marty Scurll, Matt Jackson (3) e Nick Jackson (3))        | 1     | 3 maggio 2018     | 101    | 0      | Fukuoka  | Wrestling Dontaku 2018      | |       |
| 18 | Bullet Club OG (Taiji Ishimori, Tama Tonga (4) e Tanga Loa (3))           | 1     | 12 agosto 2018    | 171    | 2      | Tokyo    | G1 Climax 2018              | |       |
| 19 | Ryusuke Taguchi (3), Togi Makabe e Toru Yano (4)                          | 1     | 30 gennaio 2019   | 340    | 4      | Miyagi   | Road to The New Beginning   | |       |
| 20 | Los Ingobernables de Japón (Bushi (4), Evil (4) e Shingo Takagi)          | 1     | 5 gennaio 2020    | 209    | 2      | Tokyo    | Wrestle Kingdom 14          | In un Gauntlet match che comprendeva anche il Bullet Club (Bad Luck Fale, Chase Owens e Yujiro Takahashi), il Chaos (Robbie Eagles, Tomohiro Ishii e Yoshi-Hashi) e i Suzuki-gun (El Desperado, Taichi e Yoshinobu Kanemaru). |       |
| —  | Vacante                                                                   | —     | 1º agosto 2020    | —      | —      | —        | —                           | I titoli vennero resi vacanti dopo che Evil lasciò la stable. |       |
| 21 | Chaos (Hirooki Goto, Tomohiro Ishii (2) e Yoshi-Hashi)                    | 1     | 9 agosto 2020     | 454    | 9      | Tokyo    | Summer Struggle 2020        | Goto, Ishii e Hashi sconfissero Kazuchika Okada, Sho e Toru Yano nella finale del torneo per la riassegnazione dei titoli. |       |
| 22 | House of Torture (Evil (5), Sho e Yujiro Takahashi (2))                   | 1     | 6 novembre 2021   | 241    | 4      | Osaka    | Power Struggle              | |       |
| 23 | Chaos (Hirooki Goto (2), Yoh e Yoshi-Hashi (2))                           | 1     | 5 luglio 2022     | 80     | 0      | Tokyo    | New Japan Road              | |       |
| 24 | House of Torture (Evil (6), Sho (2) e Yujiro Takahashi (3))               | 2     | 23 settembre 2022 | 141    | 1      | Tokyo    | New Japan Burning Spirit    | |       |
| 25 | Strong Style (El Desperado, Minoru Suzuki e Ren Narita)                   | 1     | 11 febbraio 2023  | 81     | 1      | Osaka    | New Beginning in Osaka      | Se gli House of Torture non avessero difeso i titoli, ne sarebbero stati privati. |       |
| 26 | Hiroshi Tanahashi (4), Kazuchika Okada e Tomohiro Ishii (3)               | 1     | 3 maggio 2023     | 266    | 8      | Fukuoka  | Wrestling Dontaku           | |       |
| —  | Vacante                                                                   | —     | 24 gennaio 2024   | —      | —      | Tokyo    | Road to New Beginning 2024  | I titoli vennero resi vacanti dato dopo l'annuncio dell'abbandono di Okada dalla NJPW. |       |
| 27 | Hiroshi Tanahashi (5), Toru Yano (5), Oleg Boltin                         | 1     | 14 aprile 2024    | 56     | 1      | Taipei   | Wrestling World             | Hanno sconfitto Evil, Sho e Yoshinobu Kanemaru per i titoli vacanti |       |
| 28 | Bushi (5), Yota Tsuji, Hiromu Takahashi                                   | 1     | 9 giugno 2024     | 7      | 0      | Osaka    | Dominion                    | |       |
| 29 | Hiroshi Tanahashi (6), Toru Yano (6), Oleg Boltin (2)                     | 2     | 16 giugno 2024    | 228    | 2      | Sapporo  | New Japan Soul              | |       |
| 30 | Ren Narita (2), Sho (3) e Yujiro Takahashi (4)                            | 1     | 30 gennaio 2025   | 155    | 1      | Sendai   | Road to the New Beginning   | |       |
| 31 | Yoh (2), Master Wato e Toru Yano (7)                                      | 1     | 4 luglio 2025     | 46     | 0      | Tokyo    | New Japan Soul              | |       |